# Fulko der Ehrwürdige

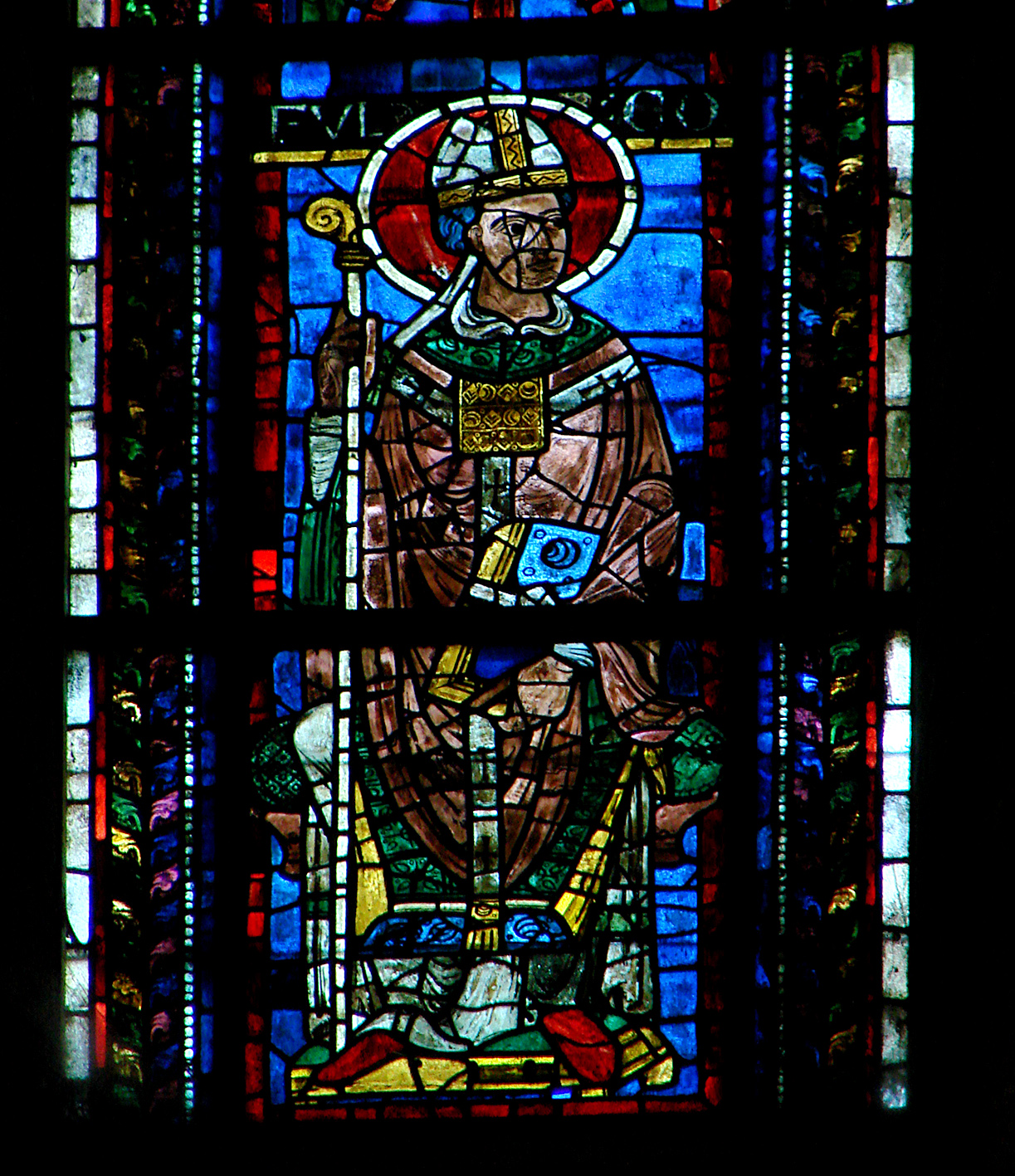
Erzbischof Fulko von Reims in der Abtei Saint-Remi (Reims)

Fulko der Ehrwürdige (auch Volker der Ehrwürdige, frz. Foulques le Vénérable und lat. Fulco Remensis; † 17. Juni 900) war Erzbischof von Reims und Erzkanzler des Westfrankenreichs.
Als Angehöriger einer adligen Familie wurde er im königlichen Palast erzogen und gehörte dann zur Umgebung des Königs Karl des Kahlen, den er nach Italien begleitete. Die Erziehung des späteren Königs Ludwig des Stammlers wurde ihm anvertraut.
883 wurde er, als Nachfolger des verstorbenen Hinkmar, zum Erzbischof von Reims ernannt. Nach der Absetzung Kaiser Karls des Dicken 887 versucht er, seinen Verwandten Guido von Spoleto auf den französischen Thron zu bringen, krönte ihn sogar 888 in Langres, konnte sich damit aber nicht durchsetzen. Bei der Thronerhebung des Robertiners Odo von Paris im gleichen Jahr stellte er sich dann an die Spitze der Legitimisten, betrieb sämtliche Verschwörungen gegen Odo, wandte sich auch an Kaiser Arnulf, der aber Frieden im Westen wünschte und brauchte, da er anderweitig beschäftigt war. 893 krönte er selbst den Karolinger Karl den Einfältigen, der Fulko nach Odos Tod zu seinem Erzkanzler machte.
893 richtete er die Domschule von Reims an der Kathedrale ein mit den ersten Lehrern Remigius von Auxerre und Hucbald von Saint-Amand.
Fulko wurde 900 im Auftrag des Grafen Balduin II. von Flandern ermordet, da er sich der Aneignung von Kirchenbesitz durch den flandrischen Adel widersetzte.